# Encarsia aseta
Encarsia aseta is een vliesvleugelig insect uit de familie Aphelinidae. De wetenschappelijke naam is voor het eerst geldig gepubliceerd in 1992 door Hayat & Polaszek.